# Vondelstraat (Amsterdam)

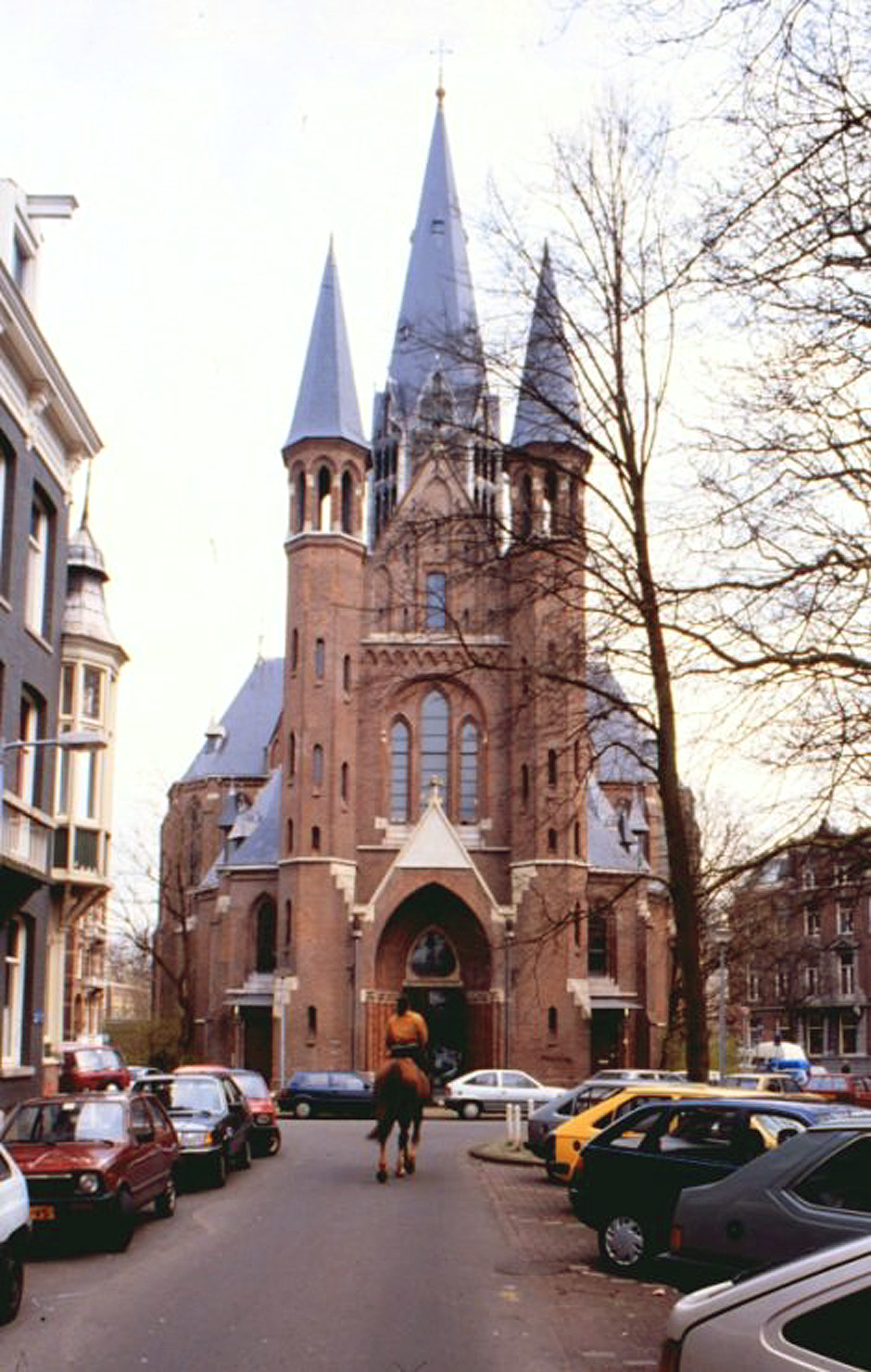
De Vondelkerk aan de Vondelstraat.

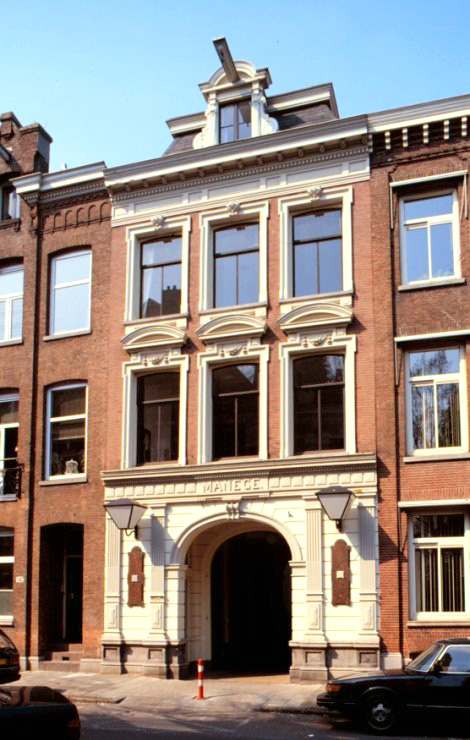
De Hollandsche Manege aan de Vondelstraat.

De Vondelstraat is een straat in Amsterdam-West tussen de Stadhouderskade en de Anna van den Vondelstraat. De straat kreeg zijn naam in 1864 en werd vernoemd naar de dichter Joost van den Vondel (1587-1679). Het gedeelte dat tot 1896 in de gemeente Nieuwer-Amstel lag werd eerst Verlengde Vondelstraat genoemd.
Door de industriële revolutie trokken er steeds meer mensen naar de stad, waar toentertijd de bedrijven gevestigd waren. In de tweede helft van de 19e eeuw verdubbelde het aantal inwoners van Amsterdam. De stad moest uitgebreid worden buiten de Singelgracht. In de Binnendijkse Buitenveldertsepolder was plaats voor nieuwe huizen, dit was aan de zuidkant van de stad voorbij het Leidseplein. De eerste straat was de Vondelstraat, het moest een chique straat worden met villa’s. Het plan voor de straat is van architect P.J.H. Cuypers. Pierre Cuypers ontwierp niet alleen de straat maar ook twintig huizen en de Vondelkerk.
De Vondelkerk is in 1880 gebouwd en staat halverwege de Vondelstraat. Zelf woonde Cuypers ook in de straat van 1865 tot 1894 in een door hem zelf ontworpen huis op nummer 77-79. De villa heet Nieuw Leyerhoven en heeft de voor Cuypers zo typerende torentjes. Op het huis zijn diverse versieringen te zien, zoals een tegeltableau van drie mannen. Onder de mannen staan teksten: 'Jan bedenkt het' (de architect), 'Piet volbrengt het' (de bouwer), 'Klaas laakt het'. Met Klaas bedoelde Cuypers de gemeente, Cuypers vond dat de gemeente hem tegenwerkte want hij moest steeds nieuwe plannen maken voor de Vondelstraat.
Onder leiding van C.P. van Eeghen werd in 1864 een plan ontworpen voor een Rij- en Wandelpark, dat werd aangelegd naar een ontwerp van Louis Paul Zocher en in 1867 Vondelpark werd genoemd.
Andere noemenswaardige gebouwen zijn de Hollandsche Manege (staat met de achtergevel aan de straat) en Villa Johanna op Vondelstraat 51.
Van 1877 tot 1903 reed de paardentramlijn Dam – Vondelstraat, een voorganger van de elektrische tramlijn 1, door de straat.
Van 29 februari t/m 3 maart 1980, twee maanden voor de inhuldiging van Koningin Beatrix, was de Vondelstraat het decor voor de eerste krakersrellen.